# Guy V de Châtillon-Saint-Pol
Guy V de Châtillon-Saint-Pol fut comte de Saint-Pol de 1344 à 1360 et un chef de guerre de la guerre de Cent Ans.

## Biographie

### Famille
Guy V de Châtillon-Saint-Pol est le fils de Jean de Châtillon-Saint-Pol (1292-1344) et de Jeanne de Fiennes (1307-1353), sœur du connétable de France, Robert, surnommé Moreau de Fiennes. Guy épouse Jeanne de Luxembourg, dame de Pernes, fille de Jean. Il n'a pas de descendance et c'est sa sœur Mahaut de Châtillon (1335-1378 ; épouse de Guy de Luxembourg) qui devient comtesse de Saint-Pol.

### Carrière militaire
Soldat remarquable, Guy V de Châtillon participe à de nombreuses batailles contre les Anglais lors de la Guerre de Cent Ans aux côtés de son oncle, Moreau de Fiennes, notamment à la bataille de Crécy, le 26 août 1346.
En 1358, il participe à la répression des Jacques (Grande Jacquerie) qui a lieu dans les campagnes d'Île-de-France, Champagne, Artois, Picardie et Normandie et à la Bataille d'Amiens qui opposent les partisans de Charles le Mauvais, roi de Navarre aux partisans du dauphin Charles. Après avoir vaincu les Navarrais, il
participa au siège de Saint-Valery avec Moreau. Après huit mois de siège, ils récupèrent la place tenue par les Navarrais.

### Otage du roi d'Angleterre
En 1360 (traité de Brétigny), Guy V de Châtillon meurt comme otage pour le roi Jean II le Bon (1350-1364). Le traité de Brétigny met fin aux quatre ans de captivité de Jean II le Bon à Londres mais des otages sont livrés pour garantir le paiement de la rançon. Parmi eux, Guy V de Châtillon avec son beau-frère Guy VI de Luxembourg et son neveu, Waléran III de Luxembourg.
On sait aussi que l'ambassadeur du roi fait partie des otages : Bonabes IV de Rougé et de Derval accompagné des deux fils du roi : Louis d'Anjou et Jean de France.